# 凱雷基烏鄉
47°23′00″N 22°09′00″E / 47.3833°N 22.15°E
凱雷基烏鄉（羅馬尼亞語：Comuna Cherechiu, Bihor），是羅馬尼亞的鄉份，位於該國西北部，由比霍爾縣負責管轄，面積54平方公里，海拔高度104米，2007年人口2,492，人口密度每平方公里46人。